# Paisaje protegido de San Juan de la Peña y Monte Oroel
S. Juan de la Peña y Monte Oroel es un parque natural (paisaje protegido en Aragón) situado en La Jacetania, Aragón. Ocupa parte de los términos municipales de Bailo, Caldearenas, Jaca, Las Peñas de Riglos, Santa Cilia y Santa Cruz de la Serós.
Los elementos que más destacan son aquellos a los que hace referencia su propio nombre: el monasterio de San Juan de la Peña y la peña Oroel.
Tiene una superficie de 9514 ha. La altitud en el paisaje protegido oscila entre 1000 y 1296 m s. n. m.
En 1920 el paraje en el que se enclava el monasterio de San Juan de la Peña fue declarado Sitio Natural de Interés Nacional, siendo uno de los primeros en obtener esta declaración en España. 
Es también LIC y ZEPA.

## Geología

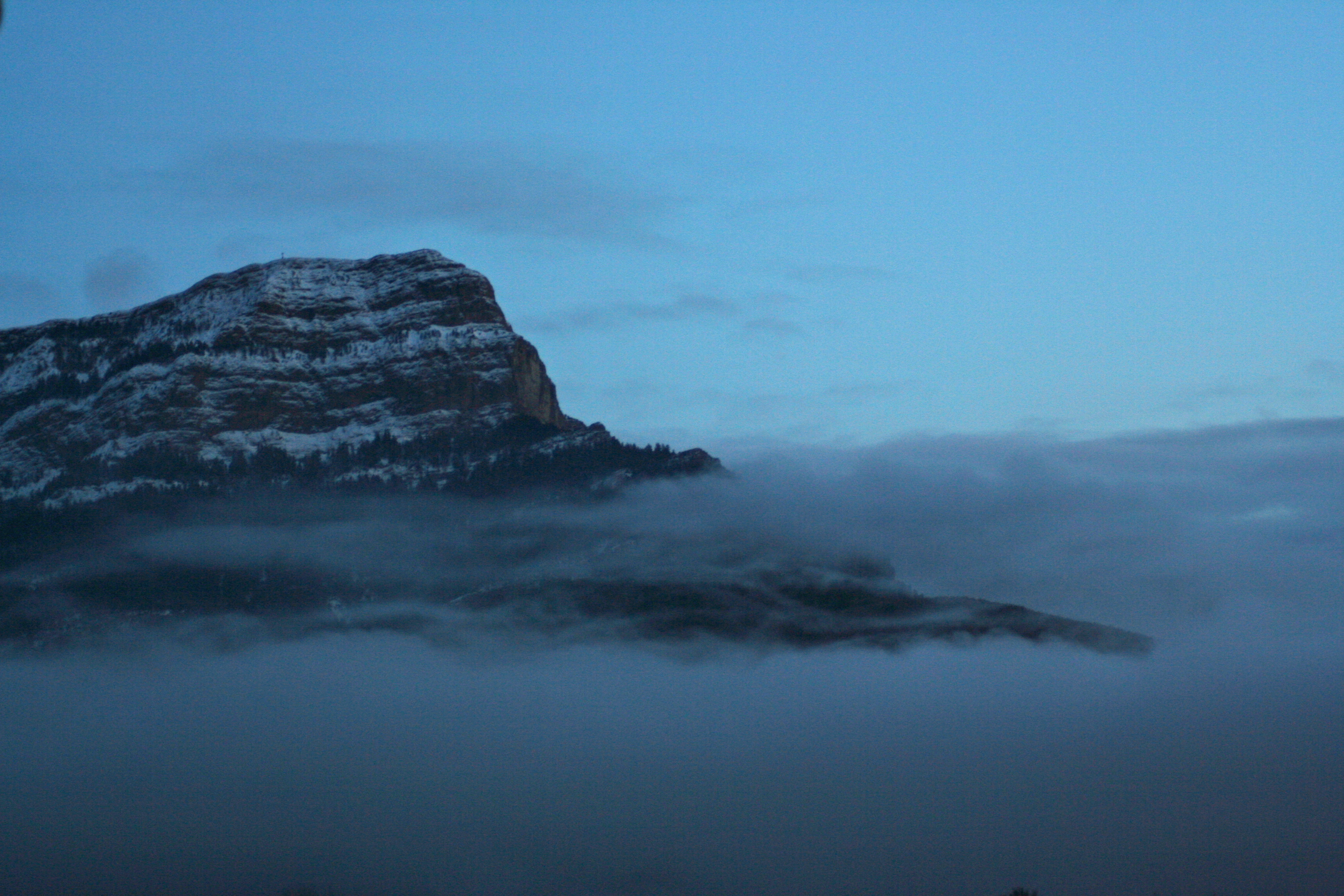
La peña Oroel.

Se puede dividir en dos formaciones principales: la sierra de San Juan de la Peña, con una altitud máxima de 1550 m s. n. m. y el monte Oroel que llega a los 1770 m s. n. m.
Destacan los conglomerados, rocas sedimentarias de tipo detrítico formadas por cantos rodados o cantos unidos por un cemento de precipitación química, que forman escarpas.

## Flora
La vegetación varía según se asciende. En las zonas más bajas y con más horas de sol se pueden encontrar quejigos y carrascas, además de una selva de soto formada sobre todo por boj, aliaga y erizón. Siguiendo la ascensión aparecen pinos silvestres, hayas, abetos, tejo y arce en los sitios donde hay menos horas de insolación.

## Fauna
Las dos formaciones constituyen un ecosistema de media montaña. Las selvas son densas y hay escarpes de conglomerado que sirven de refugio a las colonias de aves rapaces.

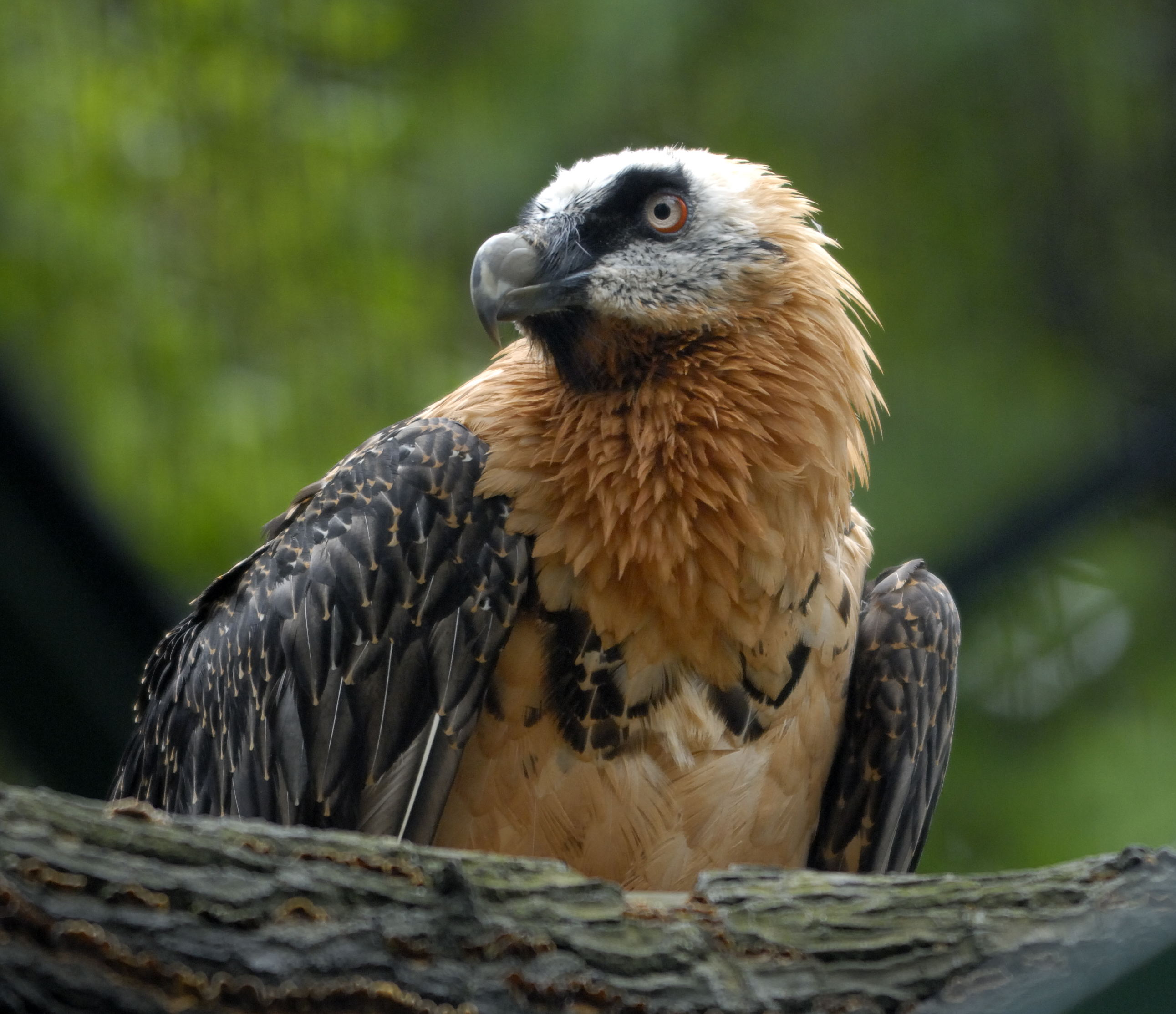
El quebrantahuesos.

Entre la fauna se pueden hallar diferentes especies de aves en peligro de extinción como el quebrantahuesos y mamíferos como jabalíes, corzos, martas y tejones.

## Otras figuras de protección
El paisaje protegido cuenta además con otras figuras de protección:
- Parque cultural de San Juan de la Peña
- LIC: San Juan de la Peña
- ZEPA: San Juan de la Peña y Peña-Oroel